# Кейти Секоф
Катрин Ан „Кейти“ Секоф (на английски: Kathryn Ann „Katee“ Sackhoff); произношение на фамилията на немски език: Закхоф) е американска актриса от немски произход, родена на 8 април 1980 г. в Портланд, Орегон.
Тя е най-известна с ролята си на Кара „Старбък“ Трейс (Тракийска) в научнофантастичния сериал Бойна звезда Галактика от 2004 г. За същата роля актрисата е носител на награда Сатурн през 2006 г.
Закхоф участва и в осмия сезон на сериала „24“, в ролята на Дейна Уолш, аналитик от Отдела и таен агент на руското разузнаване.

## Филмография
- „Спешно отделение“ (1 епизод) – 2002 г.
- „Хелоуин: Възкресение“ – 2002 г.
- „Бумтаун“ (1 епизод) – 2003 г.
- „Бойна звезда Галактика (минисериал)“ – 2003 г.
- „Забравени досиета“ (1 епизод) – 2004 г.
- „Бойна звезда Галактика (2004)“ – 2004 – 2008 г.
- „Бойна звезда Галактика - Острие“ – 2007 г.
- „Бионична жена“ (5 епизода) – 2007 г.
- „24“ (8 сезон) – 2010 г.
- „Ридик“ – 2013 г.
- „Oculus“ – 2013 г.
- „Хавай 5-0“ – 2014 г.
- „Женски грип“ – 2016 г.
- „Не почуквай два пъти“ – 2016 г.
- „Светкавицата (сериал, 2014)“ – 2017 – 2018, 2020 г.
- „2036: Произходът неизвестен“ – 2018 г.
- „Междузвездни войни: Бунтовниците“ (сериал, оригинален глас) – 2018 г.
- „Друг живот (сериал)“ – от 2019 г.
- „Мандалорецът“ (сериал, 2 серии) – 2020 г.